# Усть-Річка
Усть-Рі́чка (рос. Усть-Речка) — присілок у складі Колпашевського району Томської області, Росія. Входить до складу Новоселовського сільського поселення.

## Населення
Населення — 1 особа (2010; 3 у 2002).
Національний склад (станом на 2002 рік):
- росіяни — 100 %